# Юртаев, Игорь Валерьевич
И́горь Вале́рьевич Юрта́ев (род. 18 февраля 1989, Москва) — российский актёр. Известен по роли Ромы Павленко в сериале «Закрытая школа».

## Биография
Родился 18 февраля 1989 года в Москве. С 1996 по 2004 год пел в Большом детском хоре им. В. С. Попова. Был актёром Детского музыкального театра юного актёра.
Дебютной ролью Игоря Юртаева стала роль в фильме «Кадеты». Известность он получил после участия в фильме «Сволочи» и телесериале «Своя команда».
Впоследствии Игорь поступает в МГИМО и на некоторое время исчезает с экранов.
В 2009 году Игорь Юртаев был одним из ведущих молодёжной программы «Наша тема» на канале НТВ.
С 2010 года вновь снимается в кино — на этот раз в телесериале «Закрытая школа», в котором он с 2010 по 2012 годы исполняет одну из главных ролей ученика — Романа Павленко.
В 2012 году окончил МГИМО (факультет международной журналистики). Также в 2012 получил диплом юриста в РосНОУ.

## Фильмография
| Год       |   | Название                         | Роль                  |
| --------- | - | -------------------------------- | --------------------- |
| 2004      | ф | Кадеты                           | Абитуриент            |
| 2006      | ф | Сволочи                          | «Окунь»               |
| 2006      | с | Кадетство                        | Рыба                  |
| 2007      | с | Своя команда                     | Андрей Мухин «Муха»   |
| 2008      | с | Взрослая жизнь Полины Субботиной | Итальянец             |
| 2011—2012 | с | Закрытая школа                   | Роман Павленко        |
| 2012      | с | Хозяйка моей судьбы              | Французский посыльный |
| 2016      | с | Академия                         | Шурик                 |
| 2019      | с | Пекарь и красавица               | Костян                |
| 2020      | с | Ивановы-Ивановы                  | сисадмин              |
| 2023      | с | Последнее дело Черкасова         | Синицын               |
| 2024      | с | Игры                             | наладчик              |